# Antonio da Lonate
Antonio da Lonate, vero nome Antonio Bodio (Lonate Pozzolo, tra il 1456 e il 1457 – Milano, dopo il 1541), è stato un architetto italiano seguace del Bramante.

## Vita ed opere
Gli sono attribuite molte importanti opere d'arte come la chiesa parrocchiale di Lonate Pozzolo (1508), il santuario di Santa Maria di Piazza a Busto Arsizio (1517), la Basilica di San Magno a Legnano e la parrocchiale di Castelleone (provincia di Cremona). Suo anche un bozzetto per il duomo di Vigevano. Un documento recentemente emerso dagli archivi notarili dimostra che il 7 agosto 1495 Antonio Bodio era a Milano a lavorare al cosiddetto Palazzo del Carmagnola, di proprietà del duca, come magister a muro (cioè come mastro muratore); egli abitava nella parrocchia di Santa Maria alla Porta, dove ancora era residente nel 1503.
Non se ne conserva alcun ritratto, ed alcuni dicono che fosse originario di Lonato (provincia di Brescia), non di Lonate Pozzolo, ma studi recenti sembrano aver fugato ogni dubbio in proposito: il personaggio era sicuramente originario dell'Altomilanese.
Lonate Pozzolo gli ha dedicato una via, anche se difficilmente individuabile a causa della criptica dicitura Via A. da Lonate.